# Bolo (Wonosegoro)
Bolo is een bestuurslaag in het regentschap Boyolali van de provincie Midden-Java, Indonesië. Bolo telt 2155 inwoners (volkstelling 2010).